# Rândunică cu dungi
Rândunica cu dungi (Cecropis abyssinica) este o specie de pasăre din familia Hirundinidae. Se reproduce în Africa sub-sahariană din Sierra Leone și sudul Sudanului la sud până în estul Africii de Sud. Este parțial migratoare, păsările din Africa de Sud iernând mai la nord. Păsările din Africa de Vest părăsesc nordul zonei de reproducere în sezonul uscat.

## Descriere
Rândunica cu dungi are 10–15 cm lungime. Părțile superioare au culoarea albastru-închis iar coroana, ceafa și părțile laterale ale capului sunt de un brun-roșcat. Părțile inferioare sunt albe, cu dungi întunecate, iar aripile superioare și penele de zbor sunt maro-închis. Penele de sub aripi sunt brune. Coada negricioasă are pene foarte lungi, care sunt mai lungi la mascul decât la femelă. Puii sunt mai șterși și au o nuanță mai maronie, împreună cu pene mai scurte ale cozii. Există cinci sau șase subspecii care diferă ca nuanță pe partea inferioară.
Rândunica cu dungi are dungile mai închise în părțile inferioare, o coadă mai despicată și culori mai strălucitoare ale capului decât C. cucullata. C. abyssinica preferă și habitatele mai puțin deschise.

## Comportament
Această pasăre locuiește în cea mai mare parte pe terenurile joase și împădurite, spre deosebire de Cecropis cucullata, care populează pajiștile montane. Adesea se găsește în jurul locuințelor umane. Rândunica cu dungi își construiește un cuib din noroi, în formă de castron, cu o intrare tubulară. Având posibilitatea de a alege, va selecta un loc de cuib înalt.
Ouăle sunt de un alb strălucitor, cu câteva pete maronii; de obicei, există trei ouă într-un cuib. Incubarea se face numai de către femelă timp de 14-16 zile până la eclozare. Ambii părinți hrănesc apoi puii. Penele cresc în 20-21 de zile, iar după primul zbor, păsările tinere se vor întoarce la cuib pentru a se adăposti.
Se hrănește în principal cu insecte zburătoare, dar se știe că mănâncă și fructe mici. Zborul este neregulat, iar sunetul este un zeh zeh nazal.

## Galerie

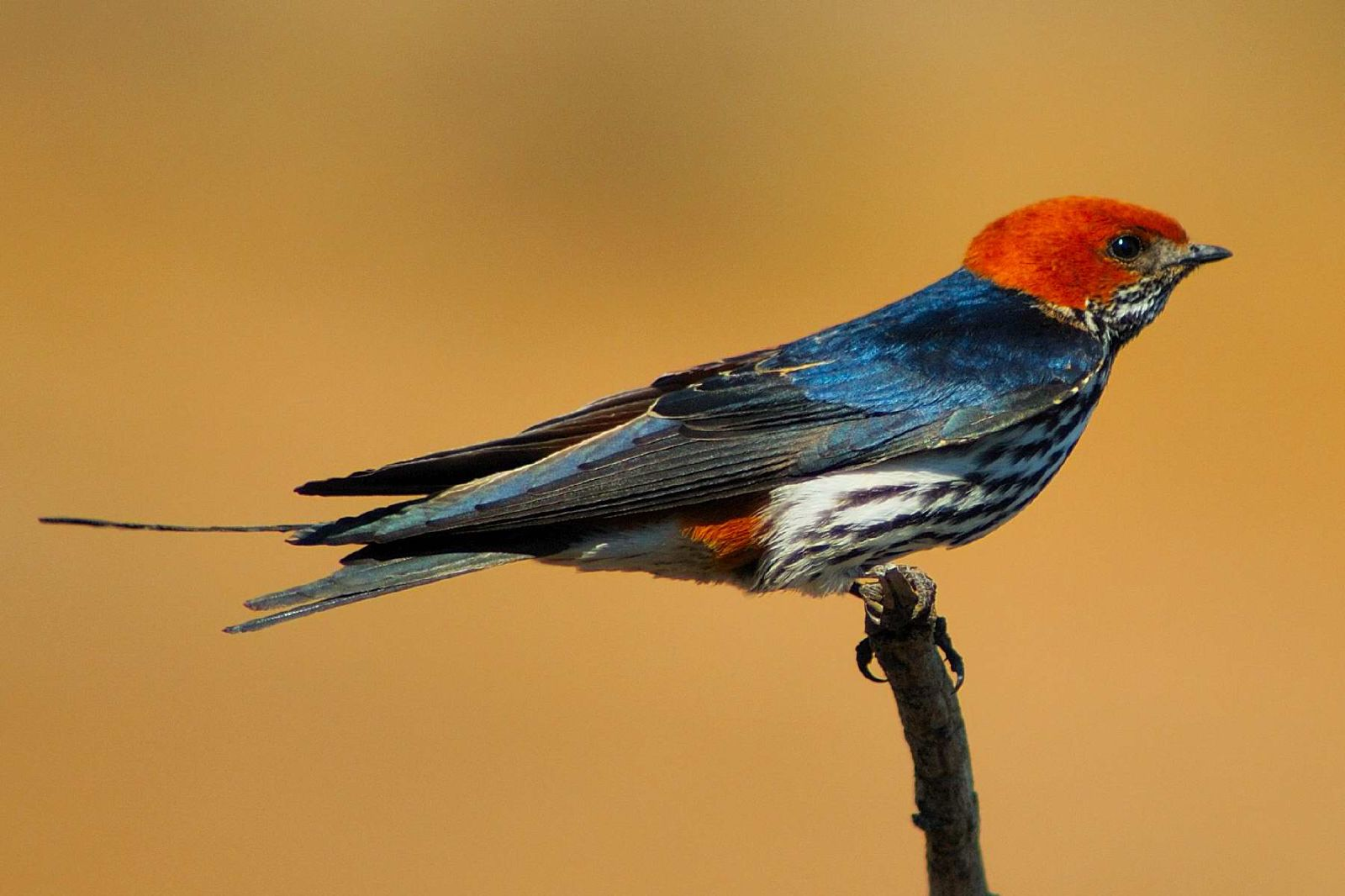
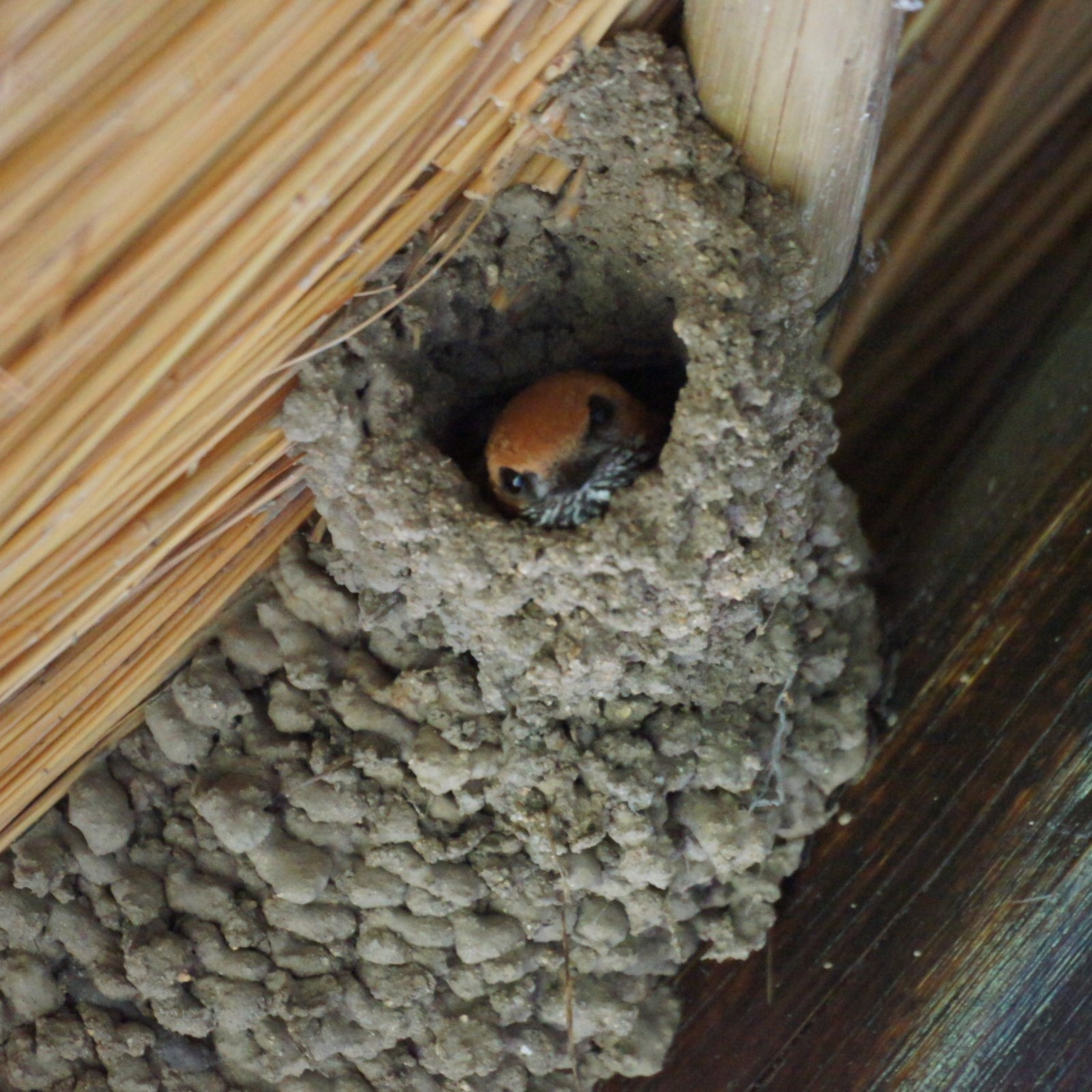
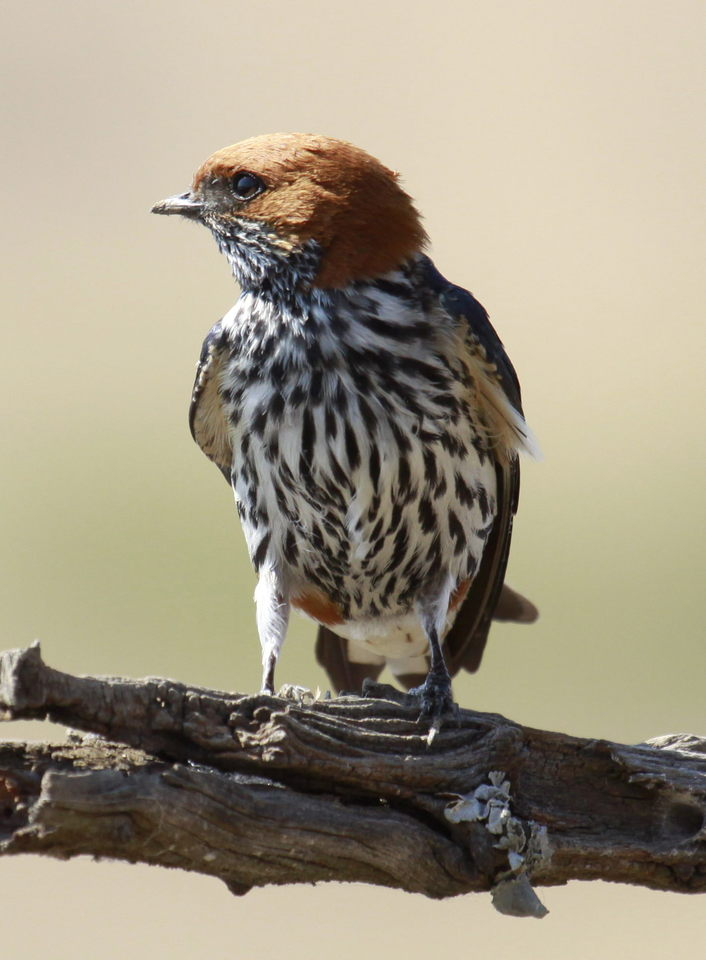
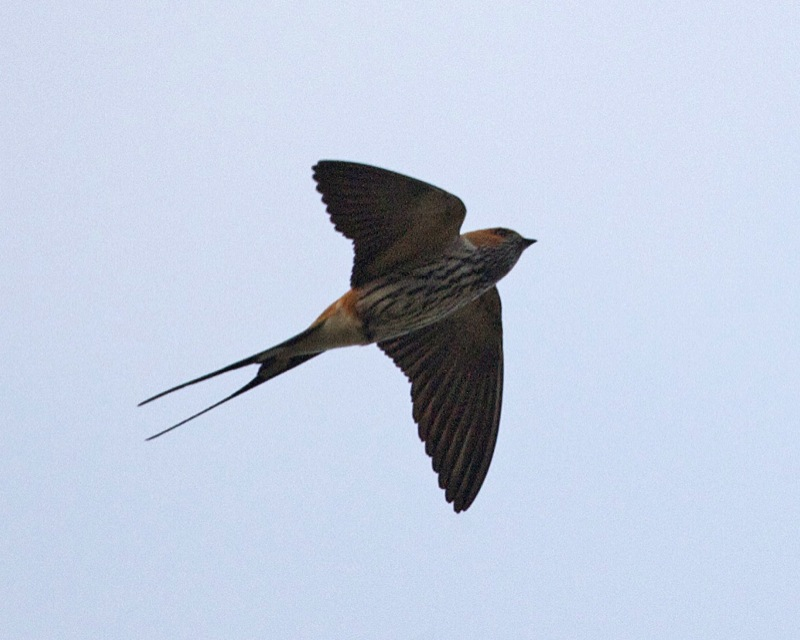
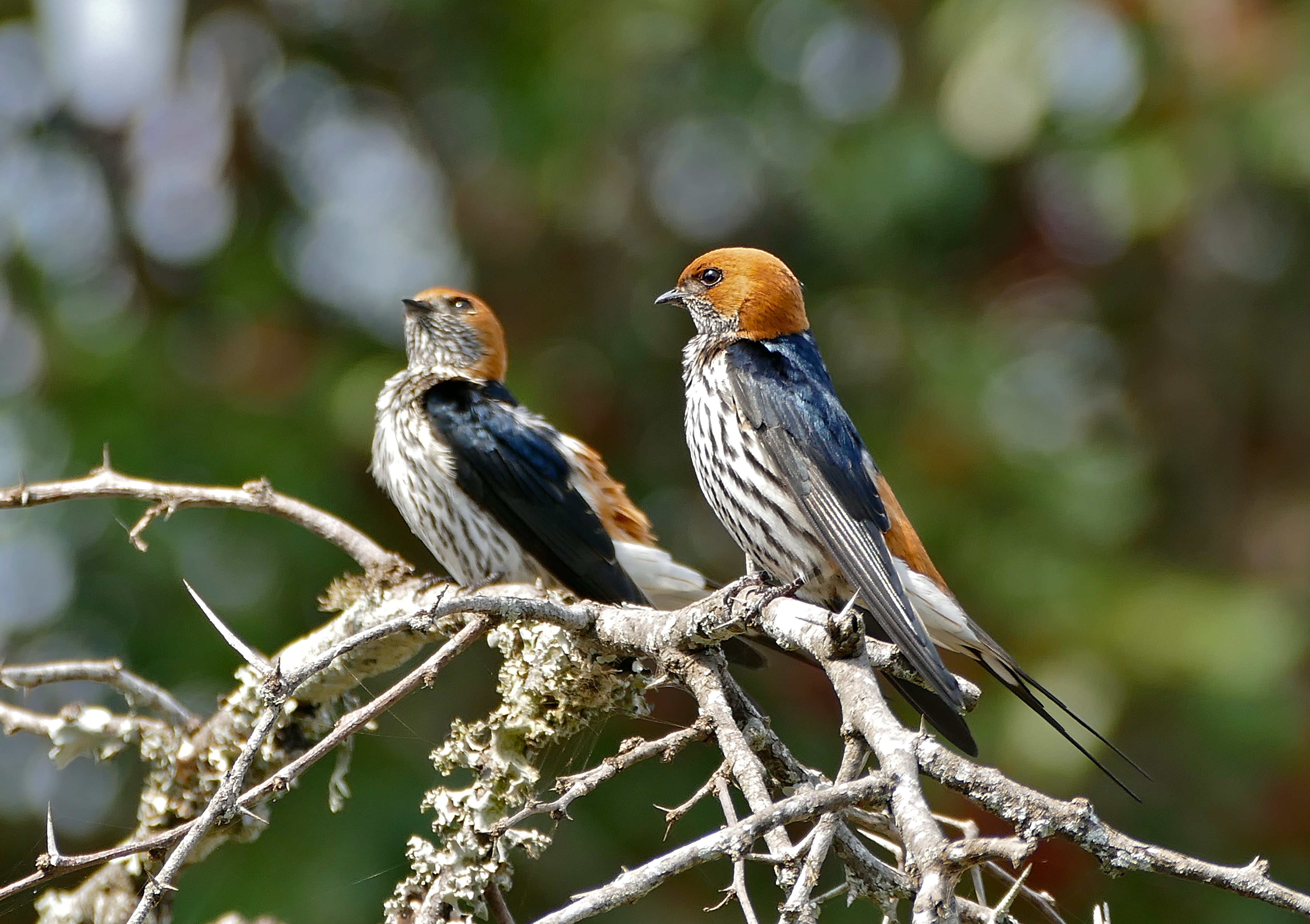
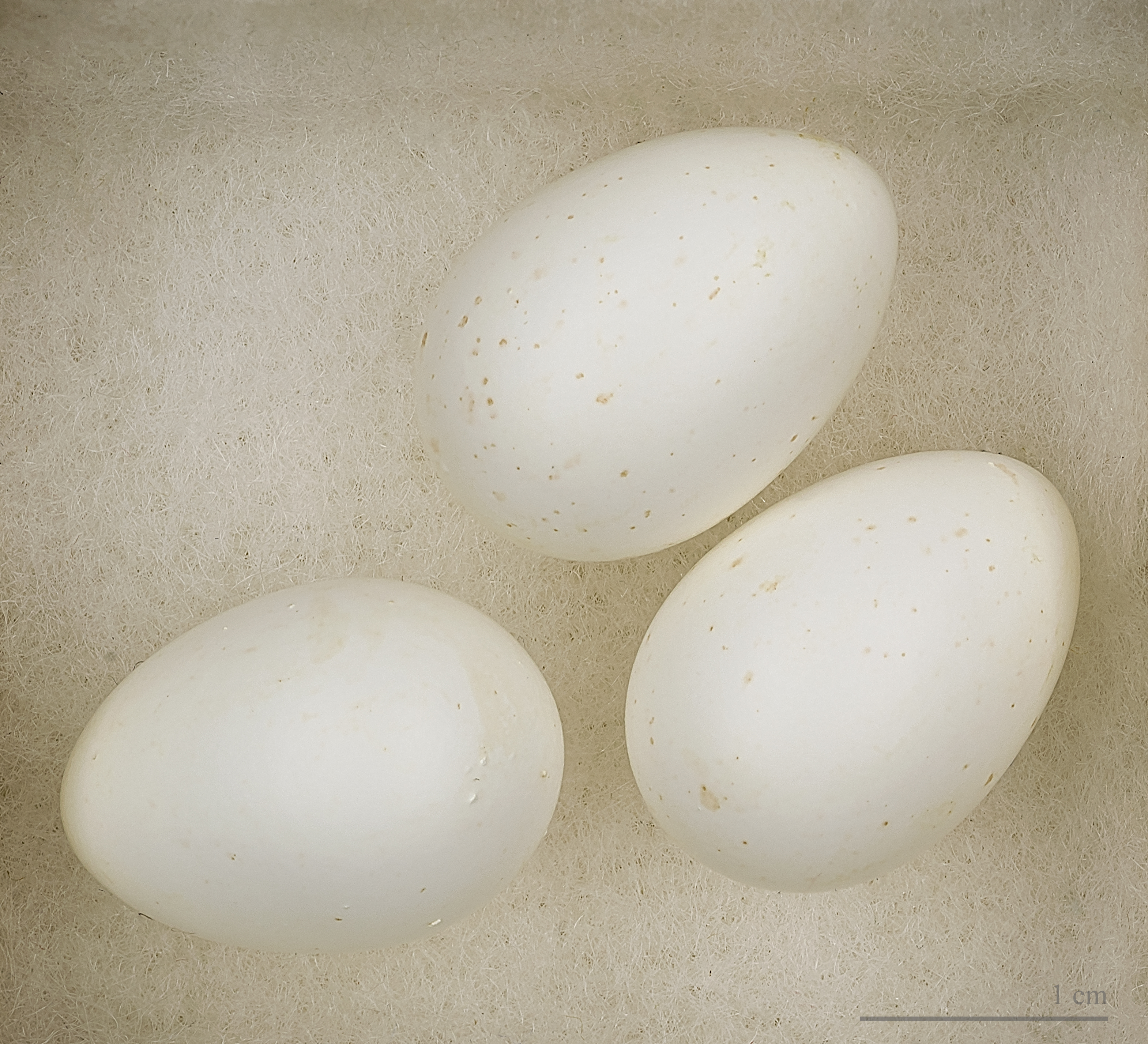
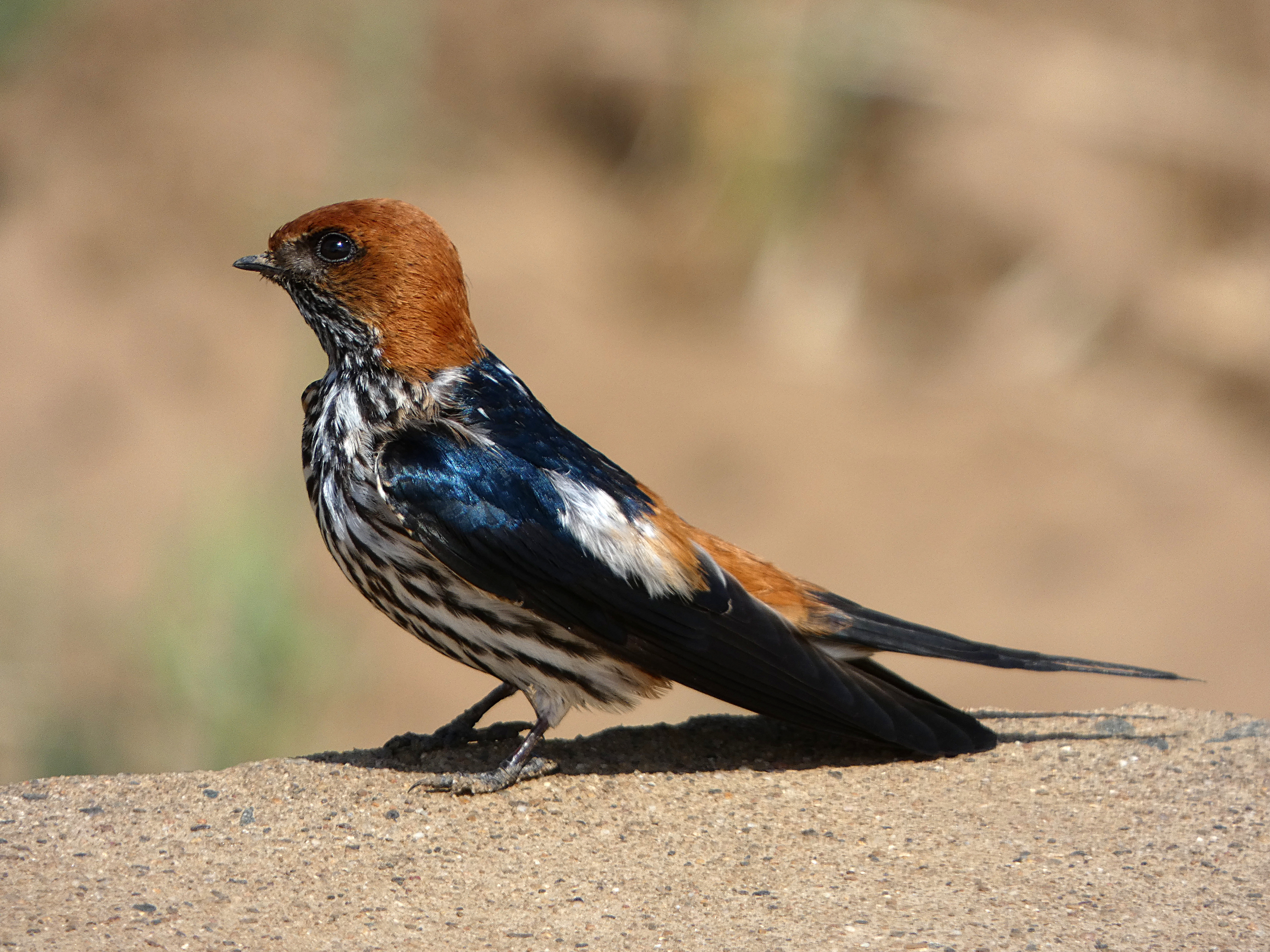